# 桜代真名
桜代 真名（さよ まな、1984年3月31日 - ）は、日本のモデル。大阪府出身。フリーランスとして活動し、セントファーストプロモーションと業務提携している。かつてはアヴィラに所属していた。
趣味は映画鑑賞、掃除洗濯、北京語。特技はクラシックバレエ、バトントワリング、ジャズダンス。
旧名義は山口 愛実（やまぐち まなみ）。

## 略歴
- 2001年、第3回ホットドッグプレスドリームガールズの準グランプリに選ばれる。
- 2009年4月、恵比寿マスカッツ加入、2010年3月卒業。同年10月に再加入し、2013年4月の解散までメンバーとして活動した。
- 2015年2月1日、恵比寿マスカッツで一緒だった安藤あいか、栗山夢衣との合同撮影会を以って、撮影会モデルを卒業という形になったが、その後しばしば撮影会を復活させている。
- 2015年12月6日、自身のブログで芸能界引退を視野に入れていることを明かした[3]が、その後も現在も芸能活動を継続。しかし、2017年4月30日の撮影会を以って正式に引退する模様であったが、同年6月27日のTwitterでは、引退は保留となっており、その後については同年末に考えることとしていた。
- 2019年現在、結婚して子供がいる。

## 出演

### テレビ
- 『ぷっ』すま　（2008年12月2日、テレビ朝日）- 「水着ギャルを何分で着替えさせられるか?」コーナー- に出演。
- 「やりすぎコージー」　（7代目やりすぎガール）
- 「さまぁ〜ず式」（2008年1月20日、TBS）
- 「グラビアの美少女」（MONDO21）
- 「シーズン3!突入全てまるわかり HEROESスクール」(2009年9月25日、読売テレビ)
- 「キャンパスナイトフジ」（2010年2月19日、3月12日フジテレビ）
- 「ロンブー淳の一攫千金＄ジャックポッド」（2010年11月13日、日本テレビ）
- 「業界LOVE STORY~だからテレビはおもしろい~」（2011年5月4日、東海テレビ）
- 「めちゃ×2イケてるッ!」（2011年9月17日、フジテレビ）
- 「おもしろ言葉ゲーム OMOJAN」（2012年5月22日、フジテレビ）
- 「カンニング竹山のゼニウスの夜」（2013年2月21日、毎日放送）

### インターネット配信
- 甲田英司の為せば成る（あっ!とおどろく放送局）
- 宇宙一せまい授業!（あっ!とおどろく放送局、2008年11月5日、12月9日、12月23日、2009年2月17日）
- 山口愛実のお天気予報（あっ!とおどろく放送局）
- 〔特別番組〕あっ!と生忘年会2009（あっ!とおどろく放送局、2009年12月22日）
- 山口愛実のドキドキ生放送（あっ!とおどろく放送局、2010年10月06日 - ）

### 雑誌
- マネージャパン シストレFXグランプリ

### 写真集
- 最後の恋。（2009年10月31日、晋遊舎、撮影：佐藤裕之）ISBN 9784863910010

### ビデオ/DVD
- マナミィ（2005年9月22日、竹書房）
- 山口愛美 LOVE BEAUTY（2005年11月25日、フォーサイド・ドット・コム）
- First Kiss 山口愛実／プライマル（2006年1月20日、ぶんか社）
- 3EARTH 海川ひとみ×荒川愛×山口愛実（2006年1月25日、マジカル）
- まぅうんてん -mountain-（2006年3月24日、マジカル）
- Aventure 〜愛実の火遊び〜（2007年3月20日、トリコ）
- 情人果 -Lover Fruit-（2008年11月20日、ラインコミュニケーションズ）
- fragrance 〜愛実の香り〜（2009年2月21日、トリコ）
- 最後の恋。（2009年10月31日、晋遊舎）
- ラブ*ホテル8 （2010年7月27日、MAX）
- Episode 10 （2010年10月20日、タオ イーネットフロンティア）
- シルフ(Sylph)（2011年1月26日、イーネット・フロンティア）
- 舞姫 my hime（2011年4月15日、日本メディアサプライ）
- 僕の妄想（2011年8月23日、トリコ）
- 蝶*バタフライ（2014年11月27日、晋遊舎）
- 恋愛体質の彼女（2015年9月26日、晋遊舎）
- 草迷宮（2016年11月25日、グラヴィス）